# Грендель
Гре́ндель (др.-англ. Grendel) — чудовище из англосаксонской эпической поэмы «Беовульф». Является одним из трёх антагонистов главного героя Беовульфа, вместе со своей матерью и драконом. Грендель, как правило, изображается в виде антропоморфного чудовища огромного роста (великана-людоеда).

## Текст поэмы
Грендель в течение 12 лет (зим, в Беовульфе периоды времени исчисляются зимами) убивал и съедал всех, кого находил в медовом зале Хеорот конунга данов Хродгара, а также воинов на своих болотах:

Тут разъярился дух богомерзкий,
житель потёмков, который вседневно,
слышал застольные клики в чертогах…

— стихи 86—88
После долгой борьбы, Беовульф смертельно ранит Гренделя, отрывая ему руку. Грендель убегает и затем умирает в своей пещере под болотом. Беовульф позже участвует в ожесточённом бою с матерью Гренделя, которую он тоже убивает. После её смерти он находит труп чудовища и отрубает ему голову, которую использует как трофей. Беовульф возвращается в Хеорот, где получает множество подарков от благодарного короля Хродгара.

## Исследования

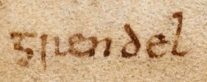
Первое упоминание Гренделя в «Беовульфе»

- В стихах поэмы № 105—114 и 1260—1267 Грендель и его мать, как и все другие чудовища и великаны, называются потомками ветхозаветного Каина, родоначальника всякого зла в Библии. Это обстоятельство указывает также на то, что они неизвестным образом пережили библейский всемирный потоп — скорее всего неудачная попытка приспособить эпос к новому христианскому мировоззрению[1].